# Đỗ Xuân Thọ
Đỗ Xuân Thọ là Trung tướng Công an nhân dân Việt Nam. Ông nguyên là Tổng cục trưởng Tổng cục Kỹ thuật, Bộ Công an (Việt Nam).

## Tiểu sử
Năm 2004-2005, Đỗ Xuân Thọ là Thiếu tướng Công an nhân dân Việt Nam, Tổng cục trưởng Tổng cục Kỹ thuật, Bộ Công an (Việt Nam) (Tổng cục 6).
Ngày 14 tháng 2 năm 2006, ông được Bộ Công an Việt Nam trao quân hàm Trung tướng Công an nhân dân Việt Nam cùng với Trần Văn Thảo (Tổng cục trưởng Tổng cục Cảnh sát) và Lê Quốc Sự (Tổng cục trưởng Tổng cục Hậu cần, Bộ Công an (Việt Nam)). Lúc này ông đang là Tổng cục trưởng Tổng cục Kỹ thuật, Bộ Công an (Việt Nam) (Tổng cục 6).
Từ ngày 1 tháng 12 năm 2007, ông nghỉ hưu theo chế độ (quyết định số 1082/QĐ-TTG của Thủ tướng Chính phủ Nguyễn Tấn Dũng). Chức vụ cuối cùng của ông trước khi nghỉ hưu là Tổng cục trưởng Tổng cục Kỹ thuật, Bộ Công an (Việt Nam).

## Phong tặng

### Lịch sử thụ phong quân hàm
- Thiếu tướng Công an nhân dân Việt Nam
- Trung tướng Công an nhân dân Việt Nam (thụ phong tháng 2 năm 2006)